# Дай мне кров
«Дай мне кров» (англ. Gimme Shelter) — документальный фильм о группе «The Rolling Stones», снятый братьями Мэйслес при участии Шарлотты Зверин. Фильм был показан на Каннском кинофестивале 1971 года, однако в основной конкурс взят не был. Слоган фильма: «Музыка, которая потрясла мир… И убийство, которое оглушило его!»

## Сюжет
Фильм повествует о группе «The Rolling Stones», которая  в 1969 году находится на пике своей популярности и разъезжает по всей Америке с гастролями. Между концертами в фильме показаны переговоры промоутеров и юристов, которые ищут место в Сан-Франциско для бесплатного концерта. В итоге был выбран гоночный трек «Альтамонт». Членам съёмочной группы удалось снять самые трагичные моменты Альтамонтского фестиваля: как один из зрителей, направлявшийся в сторону сцены с пистолетом в руках, был заколот членом байкерской банды «Ангелы ада»; как представитель байкеров «отправляет в нокаут» члена группы «Jefferson Airplane» и многое другое.

## Песни в фильме
The Rolling Stones
- «Jumpin' Jack Flash»
- «(I Can't Get No) Satisfaction»
- «You Gotta Move»
- «Wild Horses»
- «Brown Sugar»
- «Love in Vain»
- «Honky Tonk Women»
- «Street Fighting Man»
- «Sympathy for the Devil»
- «Under My Thumb»
- «Gimme Shelter» (концертная версия)

Ike and Tina Turner
- «I've Been Loving You Too Long» (на Медисон-сквер-гарден)

Jefferson Airplane
- «The Other Side of This Life» (на Альтамонте)

Flying Burrito Brothers
- «Six Days on the Road» (на Альтамонте)